# Козлянська волость
Козлянська волость — історична адміністративно-територіальна одиниця Чернігівського повіту Чернігівської губернії з центром у селі Козел.
Станом на 1885 рік складалася з 16 поселень, 13 сільських громад. Населення — 8219 осіб (4122 чоловічої статі та 4097 — жіночої), 3064 дворових господарства.
|                     | Площа, десятин | У тому числі орної, дес. |
| ------------------- | -------------- | ------------------------ |
| Сільських громад    | 11841          | 10952                    |
| Приватної власності | 4466           | 3258                     |
| Іншої власності     | 789            | 264                      |
| Загалом             | 17096          | 14474                    |

Основні поселення волості:
- Козел — колишнє державне й власницьке село за 17 верст від повітового міста, 3029 осіб, 442 двори, 2 православні церкви, школа, лікарня, 3 постоялих будинки, лавка, 44 вітряних млини, 2 маслобійних заводи. За 16 верст — Троїцько-Іллінський чоловічий монастир з 4 православними церквами й єпархіальний свічковий завод.
- Зайці — колишнє державне й власницьке, 592 особи, 107 дворів, 5 вітряних млинів, маслобійний завод.
- Киїнка — колишнє державне село, 1224 особи, 218 дворів, православна церква, школа, постоялий будинок, 29 вітряних млинів, маслобійний завод.
- Новий Білоус — колишнє державне й власницьке село при річці Білоус, 849 осіб, 136 дворів, православна церква, постоялий будинок, 7 вітряних млинів, крупорушка, маслобійний завод.
- Старий Білоус — колишнє державне й власницьке село при річці Білоус, 566 осіб, 89 дворів, православна церква, постоялий будинок, 3 вітряних млини.

1899 року у волості налічувалось 13 сільських громад, населення зросло до 10 456 осіб (5279 чоловічої статі та 5177 — жіночої).